# Кохно Микита

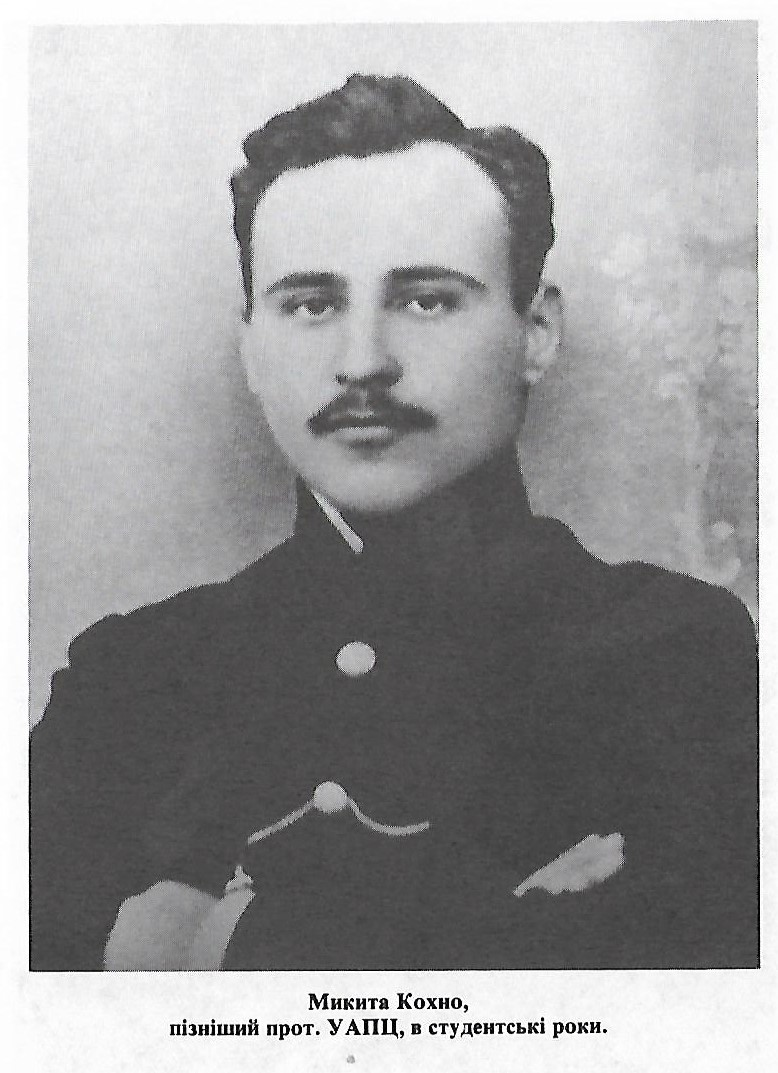
Микита Кохно — протоєрей УАПЦ, настоятель Собору Святої Софії в студентські роки.

Микита Кохно (28 вересня 1895 — †1938) — український церковний діяч УАПЦ, настоятель Собору Святої Софії в Києві при митрополитові Миколі Борецькому та настоятель катедрального Воскресенського Собору в Харкові в часі Митрополита Івана Павловського.

## Життєпис
Народився 28 вересня 1895 року у Лебедині на Чигиринщині. З 1902 року навчався у початковій і середній духовній школі при Печерській Лаврі, а пізніше в Київській духовній семінарії, де був учасником нелегального українського студентського руху.
1917 року закінчив юнкерську військову школу в Москві, після чого повернувся в Україну та брав участь у визвольних змаганнях. У 1919—1920 роках працював учителем та у просвіді «Просвіті», був активним учасником відродження Української церкви. 1921 року взяв участь у Першому всеукраїнскому церковному Соборі, а 1922 року висвятився на священника. Організатор українських парафій на Черкащині та Київщині, священослужитель у селах Мліїв і Ташлик на Єсилаветградщині. У 1925 врятувався від розстрілу і в 1927 році учасник Другого Всеукраїнского Церковного Собору. Від 1927 до 1930 року — керівник Єлисаветградської церковної округової Ради УАПЦ, його постійно переслідували радянські органи.
Двічі заарештований 1927 року і 1930 року, коли мешкав у селі Городецькому на Уманщині. З січня 1932 року настоятель собору св. Софії в Києві, а з червня 1932 року — Воскресенського собору у Харкові, та з весни 1935 року — церкві в селі Солоницівці. 
Заарештований 11 січня 1936 року і засуджений в Харкові до 3 років ув'язнення, яке відбував біля ст. Вяземської Хабаровської області. 1937 року засуджений до додаткових 25 років ув'язнення без права на листування.
Розстріляний в ув'язненні 1938 року.
Батько Валентина Кохна.